# Kim Động
Kim Động là một huyện thuộc tỉnh Hưng Yên, Việt Nam.

## Địa lý
Huyện Kim Động nằm ở phía tây nam của tỉnh Hưng Yên, nằm bên tả ngạn sông Hồng, cách thành phố Hưng Yên khoảng 12 km, cách trung tâm thủ đô Hà Nội khoảng 50 km, có vị trí địa lý:
- Phía đông giáp huyện Ân Thi và huyện Tiên Lữ
- Phía tây giáp huyện Phú Xuyên, thành phố Hà Nội
- Phía nam giáp thành phố Hưng Yên
- Phía bắc giáp huyện Khoái Châu.

Huyện Kim Động có diện tích 103,83 km², dân số năm 2020 là 118.416 người, mật độ dân số đạt 1.145 người/km².
Sông Hồng là ranh giới tự nhiên giữa huyện với thành phố Hà Nội. Trên địa bàn huyện có các sông nhỏ như: sông Bần, sông Kim Ngưu,... chảy qua.

## Hành chính
Huyện Kim Động có 15 đơn vị hành chính cấp xã trực thuộc, bao gồm thị trấn Lương Bằng (huyện lỵ) và 14 xã: Chính Nghĩa, Diên Hồng, Đồng Thanh, Đức Hợp, Hiệp Cường, Hùng An, Mai Động, Nghĩa Dân, Ngọc Thanh, Phạm Ngũ Lão, Phú Thọ, Song Mai, Toàn Thắng, Vĩnh Xá.

## Lịch sử
Năm Minh Mệnh thứ 12 (1831), tỉnh Hưng Yên được thành lập và huyện Kim Động thuộc tỉnh Hưng Yên.
Ngày 27 tháng 1 năm 1968, hợp nhất tỉnh Hải Dương và tỉnh Hưng Yên thành tỉnh Hải Hưng và huyện Kim Động thuộc tỉnh Hải Hưng.
Sau năm 1975, huyện Kim Động có 22 xã: Bảo Khê, Chính Nghĩa, Đồng Thanh, Đức Hợp, Hiến Nam, Hiệp Cường, Hùng An, Hùng Cường, Lam Sơn, Lương Bằng (huyện lỵ), Mai Động, Nghĩa Dân, Ngọc Thanh, Nhân La, Phạm Ngũ Lão, Phú Cường, Phú Thịnh, Song Mai, Thọ Vinh, Toàn Thắng, Vĩnh Xá, Vũ Xá.
Ngày 24 tháng 2 năm 1979, Hội đồng Chính phủ ban hành Quyết định 70-CP về việc hợp nhất huyện Kim Động và huyện Ân Thi thành huyện Kim Thi thuộc tỉnh Hải Hưng.
Ngày 4 tháng 1 năm 1982, Hội đồng Bộ trưởng ban hành Quyết định 02-HĐBT về việc sáp nhập hai xã Hiến Nam và Lam Sơn được sáp nhập vào thị xã Hưng Yên quản lý.
Ngày 23 tháng 3 năm 1996, Chính phủ ban hành các Nghị định 05-CP về việc chia huyện Kim Thi thành hai huyện Kim Động và Ân Thi. 
Huyện Kim Động có diện tích tự nhiên 11.633,61 hécta và 124.507 nhân khẩu, có 20 xã: Bảo Khê, Chính Nghĩa, Đồng Thanh, Đức Hợp, Hiệp Cường, Hùng An, Hùng Cường, Lương Bằng, Mai Động, Nghĩa Dân, Ngọc Thanh, Nhân La, Phạm Ngũ Lão, Phú Cường, Phú Thịnh, Song Mai, Thọ Vinh, Toàn Thắng, Vĩnh Xá, Vũ Xá.
Ngày 22 tháng 3 năm 2002, Chính phủ ban hành Nghị định 28/2002/NĐ-CP về việc thành lập thị trấn Lương Bằng - thị trấn huyện lỵ của huyện Kim Động trên cơ sở toàn bộ diện tích và dân số của xã Lương Bằng cũ.
Ngày 23 tháng 9 năm 2003, Chính phủ ban hành Nghị định 108/2003/NĐ-CP về việc sáp nhập xã Bảo Khê thuộc huyện Kim Động vào thị xã Hưng Yên quản lý.
Huyện Kim Động còn lại 11.464,87 ha diện tích tự nhiên và 122.650 nhân khẩu; có 19 đơn vị hành chính trực thuộc gồm các xã: Nghĩa Dân, Toàn Thắng, Vĩnh Xá, Ngũ Lão, Thọ Vinh, Đồng Thanh, Song Mai, Chính Nghĩa, Nhân La, Phú Thịnh, Mai Động, Đức Hợp, Hùng An, Ngọc Thanh, Vũ Xá, Hiệp Cường, Phú Cường, Hùng Cường và thị trấn Lương Bằng.
Ngày 6 tháng 8 năm 2013, Chính phủ ban hành Nghị định 95/NQ-CP về việc sáp nhập các xã Hùng Cường, Phú Cường thuộc huyện Kim Động vào thành phố Hưng Yên quản lý.
Dự kiến, có 2 xã sẽ thuộc diện phải sáp nhập theo lộ trình phát triển của tỉnh Hưng Yên trong giai đoạn 2023 - 2030 là xã Nhân La và xã Thọ Vinh. Đồng thời, trong lộ trình phát triển của tỉnh Hưng Yên, huyện Kim Động sẽ được phê duyệt lên quận nếu đủ chỉ tiêu về cơ sở hạ tầng, mật độ dân số trong giai đoạn cuối.
Huyện Kim Động còn lại 10.285,30 ha diện tích tự nhiên và 111.417 nhân khẩu; có 17 đơn vị hành chính cấp xã, gồm thị trấn Lương Bằng và 16 xã: Toàn Thắng, Nghĩa Dân, Phạm Ngũ Lão, Vĩnh Xá, Đồng Thanh, Thọ Vinh, Phú Thịnh, Đức Hợp, Mai Động, Hùng An, Song Mai, Ngọc Thanh, Hiệp Cường, Chính Nghĩa, Nhân La, Vũ Xá.
Ngày 24 tháng 10 năm 2024, Ủy ban Thường vụ Quốc hội ban hành Nghị quyết số 1248/NQ-UBTVQH15 về việc sắp xếp đơn vị hành chính cấp xã của tỉnh Hưng Yên giai đoạn 2023–2025 (nghị quyết có hiệu lực từ ngày 1 tháng 12 năm 2024). Theo đó:
- Sáp nhập hai xã Thọ Vinh và Phú Thịnh thành xã Phú Thọ
- Sáp nhập hai xã Nhân La và Vũ Xá thành xã Diên Hồng.

Từ đó, huyện Kim Động có 1 thị trấn và 14 xã như hiện nay.

## Danh nhân

### Các tiến sĩ thời phong kiến
- Vũ Lãm, người xã Bảo Khê, đỗ hoàng giáp năm 1442
- Đào Cảnh Huống (1434-?), người xã Song Mai, đỗ tam giáp năm 1478
- Nguyễn Nho Tông, người xã Diên Hồng đỗ tam giáp, năm 1487
- Lương Đức Uy, người xã Vĩnh Xá, đỗ tam giáp năm 1493

### Danh nhân hiện nay
- Đại tướng Nguyễn Quyết  - Nguyên Phó Chủ tịch Hội đồng nhà nước, Chủ nhiệm Tổng cục Chính trị Quân đội nhân dân Việt Nam.
- Thượng tướng Nguyễn Trọng Xuyên - Nguyên Thứ trưởng Bộ Quốc phòng, Chủ nhiệm Tổng cục Hậu cần, Tư lệnh Quân khu 6.
- Đại tướng Lương Tam Quang - Uỷ viên Bộ Chính trị, Bí thư Đảng ủy Công an TW, Bộ trưởng Bộ Công an.
- Thượng tướng Nguyễn Duy Ngọc - Uỷ viên Trung ương Đảng, Chánh Văn phòng Trung ương Đảng, nguyên Thứ trưởng Bộ Công an.
- Nguyễn Hữu Mười -  Diễn viên, đạo diễn, giảng viên điện ảnh, nổi tiếng với vai diễn "ông giáo Thứ" trong phim Làng Vũ Đại ngày ấy.

## Kinh tế
Trên địa bàn huyện Kim Động, hiện đang có một khu công nghiệp được cấp phép hoạt động - KCN Lương Bằng tại thị trấn Lương Bằng, thu hút nhiều doanh nghiệp đầu tư phát triển và xây dựng nhà máy sản xuất. Bên cạnh đó, chính quyền tỉnh Hưng Yên đã cấp phép xây dựng 2 khu Công nghiệp mới: Khu Công nghiệp Nghĩa Dân nằm ở bên đường Quốc lộ 39; Khu Công nghiệp Phạm Ngũ Lão nằm bên đường nối Cao tốc Hà Nội - Hải Phòng. Đây là một điểm sáng cho nền kinh tế Hưng Yên trong thời gian tới khi các nhà đầu tư từ các quốc gia phát triển như Hàn Quốc, Nhật Bản, Trung Quốc,... đã kí kết hợp tác phát triển kinh tế trên địa bàn tỉnh Hưng Yên ở hai khu vực trên.

## Giáo dục
Trong những năm vừa qua, công tác giáo dục đã được đẩy mạnh, đổi mới không ngừng. Tính đến nay, đã có 3 cơ sở giáo dục bậc Trung học Phổ thông trên địa bàn huyện là: Trường Trung học Phổ thông Đức Hợp, trường Trung học Phổ thông Kim Động, trường Trung học Phổ thông Nghĩa Dân; 1 cơ sở  giáo dục nghề nghiệp chuyên nghiệp: Trung tâm Giáo dục Thường xuyên huyện Kim Động. Trong giai đoạn 2013 - 2023, các đơn vị giáo dục trên địa bàn huyện đã không ngừng phấn đấu với các thành tích xuất sắc, đóng góp không nhỏ cho quá trình đô thị hóa và đổi mới giáo dục tại huyện Kim Động.

## Giao thông
- Đường bộ: quốc lộ 39 (từ Khoái Châu sang) và quốc lộ 38 (từ Ân Thi lại), gặp nhau ở phố Trương (Toàn Thắng), rồi nằm trùng lên nhau, chạy xuyên giữa huyện, qua Lương Bằng, sang thành phố Hưng Yên mới tách nhau ra. Ngoài ra còn có dự án đường cao tốc Hưng Yên – Thái Bình đi qua đang được triển khải đầu tư xây dựng.
- Đường thủy: Bến phà Phú Thịnh (qua sông Hồng sang Hà Nam, Hà Nội (Phú Xuyên)).

## Làng nghề
Các làng nghề, nghề phụ sản xuất tại một số địa phương trong huyện như:
- Làng chăn, ga, gối, đệm Cốc Khê (Ngũ Lão)
- Làng nghề nấu rượu Trương Xá (Toàn Thắng)
- Trồng hoa thôn Tạ Hạ (Chính Nghĩa)
- Mây tre song đan Duyên Yên (Ngọc Thanh)
- Nghề xây dựng, vật liệu xây dựng Chính Nghĩa
- Xây dựng, vật liệu xây dựng Phạm Ngũ Lão
- Làm cơm phở, bún, bánh, lẩu, canh cá rô thôn Tiên Cầu (Hiệp Cường)
- Nghề vận tải thủy Phú Cường (Phú Thọ)
- Làm bún khô Nghĩa Giang (Toàn Thắng)
- Mây tre đan Quảng Lạc (Phú Thọ)
- Nghề ép dầu húng quế Văn Nghệ (Mai Động)
- Nghề điện dân dụng Lương Xá (Hiệp Cường).